# Jay Holt
Jay James Holt (ur. 15 czerwca 1923 w San Francisco, zm. 26 maja 2012 w Las Vegas) – amerykański zapaśnik walczący w stylu klasycznym. Olimpijczyk z Melbourne 1956, gdzie zajął piąte miejsce w wadze półśredniej.
Szósty na mistrzostwach świata w 1954 roku.

## Letnie Igrzyska Olimpijskie 1956
| Konkurencja          | Rundy eliminacyjne | Rundy eliminacyjne      | Rundy eliminacyjne    | Klas. końcowa |
| Konkurencja          | Przeciwnik I       | Przeciwnik II           | Przeciwnik III        | Miejsce       |
| -------------------- | ------------------ | ----------------------- | --------------------- | ------------- |
| 73 kg styl klasyczny | wolny los Z        | Miklós Szilvásy (HUN) P | Mithat Bayrak (TUR) P | 5.            |